# Sudesna grossa
Sudesna grossa är en spindelart som först beskrevs av Simon 1906.  Sudesna grossa ingår i släktet Sudesna och familjen kardarspindlar. Inga underarter finns listade i Catalogue of Life.